# ووادیسواف راچیکیویچ
ووادیسواف راچیکیویچ (لهستانی: Władysław Raczkiewicz؛  ‏ تلفظ لهستانی: [vwaˈdɨswaf]؛ ‏ ۲۸ ژانویه ۱۸۸۵ – ۶ ژوئن ۱۹۴۷) یک سیاست‌مدار و وکیل اهل لهستان و اولین رئیس‌جمهور دولت در تبعید لهستان بود.